# María de Mendoza y Sarmiento

Stemma della famiglia Mendoza

María de Mendoza y Sarmiento (Castrojeriz, 1508 circa – Valladolid, 11 febbraio 1587) è stata una nobildonna spagnola, consorte di Francisco de los Cobos y Molina, segretario di Stato dell'imperatore Carlo V.

## Biografia

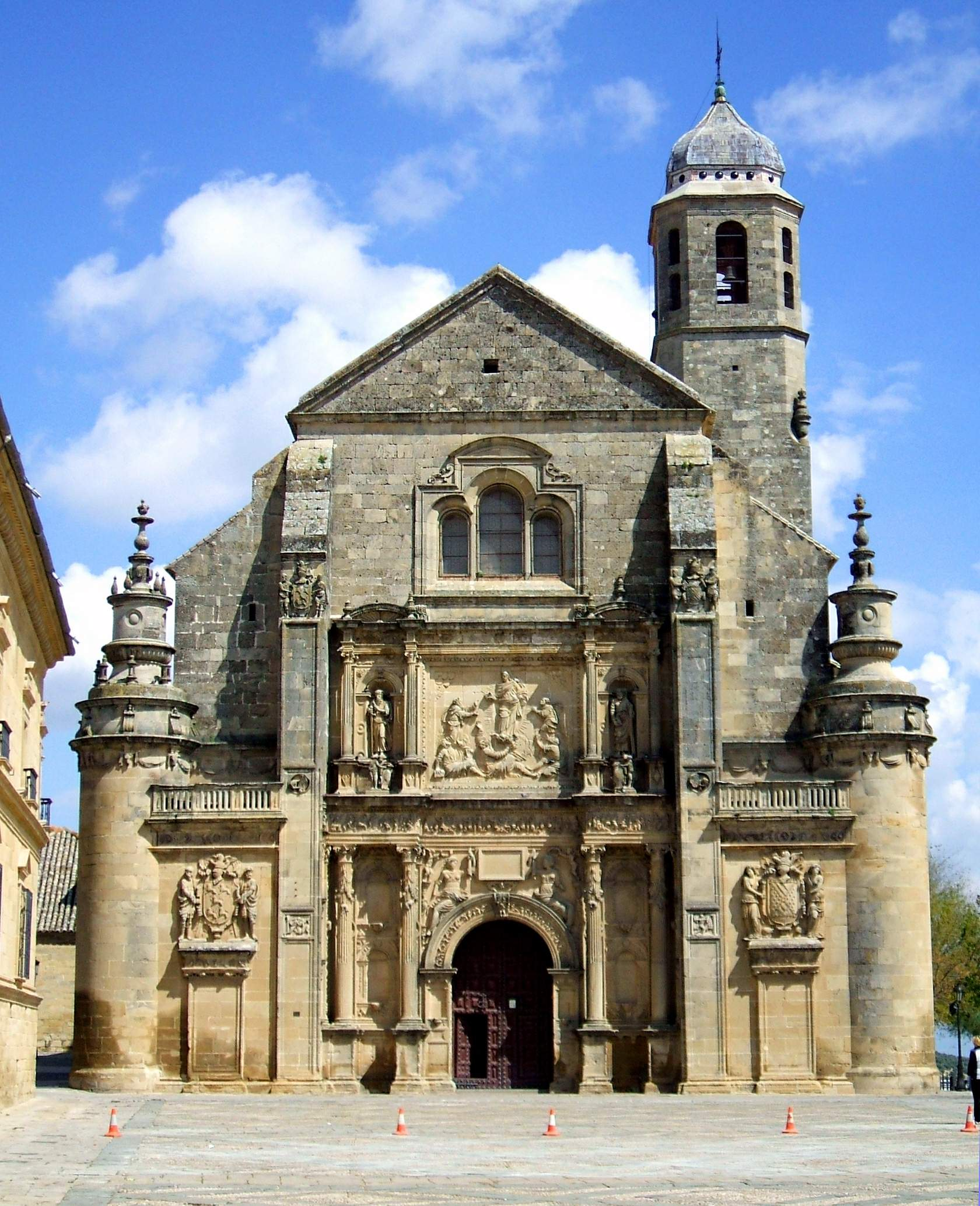
Sacra Capilla del Salvador a Úbeda.

Era figlia di Don Juan Hurtado de Mendoza, Adelantado de Galicia, e di María de Sarmiento, III contessa di Rivadavia.
Era la cameriera dell'imperatrice Isabella del Portogallo e aveva tra i suoi amici la duchessa di Alba; Leonor de Castro, moglie di Francesco Borgia; Mencía de Mendoza, duchessa di Calabria. Notevole anche la sua amicizia e le relazioni con Santa Teresa di Gesù, che la considera, nel capitolo dieci del Libro delle Fondazioni, " molto cristiana e di grande carità ".
Si sposò a 14 anni a Valladolid il 20 ottobre 1522 con Francisco de los Cobos y Molina (di 45 anni), segretario di Stato dell'imperatore Carlo V, rimanendo vedova nel 1547.
Morì a Valladolid nel 1587 e lasciò disposizione di essere sepolta assieme al marito nella Sacra Capilla del Salvador a Úbeda, da lui patrocinata.

## Discendenza
Maria e Francisco ebbero due figli:
- Diego de los Cobos y Mendoza, I marchese di Camarasa, sposato:
  - nel 1543 con Francisca Luisa de Luna
  - nel 1579 con Leonor Sarmiento de Mendoza, VI contessa di Rivadavia , figlia di un cugino;
- María de los Cobos Sarmiento de Mendoza, nata nel castello di Sabiote e morta a Sessa Aurunca (Italia). Sposata a Madrid, La Almudena, il 6 febbraio 1539 con Gonzalo II Fernández de Córdoba, governatore di Milano, senza successione.